# Pedro Arquero
Pedro Fernando Arquero Rodríguez (Palencia, España, 2 de septiembre de 1973) es un futbolista español. Juega de delantero y su equipo actual es el Club de Fútbol Venta de Baños de la Tercera División de España (Grupo VIII).

## Trayectoria
Se formó en la cantera del Club de Fútbol Palencia. Con 15 años se incorporó a las categorías inferiores del Real Valladolid, en la cantera vallisoletana siguió destacando y fue llamado en 12 ocasiones por la selección española juvenil. En la temporada 1993/94 jugó en Segunda "B" con el Real Valladolid "B", si bien la temporada anterior debutó en Segunda División con el primer equipo. En la temporada 1994/95 que jugaba con el filial, jugó 3 partidos en Primera División de la mano del entrenador Víctor Espárrago. Posteriormente jugó en las categorías de Segunda División, Segunda "B" y Tercera División.

## Clubes
| Club                  | País   | Año       |
| --------------------- | ------ | --------- |
| Real Valladolid "B"   | España | 1993-1995 |
| Real Valladolid C. F. | España | 1994-1995 |
| C. D. Numancia        | España | 1996-1997 |
| C. E. L'Hospitalet    | España | 1997-1998 |
| C. F. Palencia        | España | 1998-1999 |
| Real Ávila C. F.      | España | 1999-2001 |
| S. D. Compostela      | España | 2001-2003 |
| Real Ávila C. F.      | España | 2003-2007 |
| F. C. Jove Español    | España | 2007-2008 |
| C. D. Venta de Baños  | España | 2009-2010 |
| CDRA Palencia 1929    | España | 2014-     |